# Inmaculada Sánchez Ramos
Inmaculada Sánchez Ramos (1960) es una ingeniera de telecomunicaciones y óptico-optometrista española. En 2021, fue reconocida con el Premio Pioneras_IT que otorga anualmente el Colegio Oficial de Ingenieros de Telecomunicación (COIT).

## Trayectoria
Estudió Ingeniería de Telecomunicación en la Universidad Politécnica de Madrid (UPM) y Óptica y optometría en la Universidad Complutense de Madrid (UCM). En 2017, defendió su tesis doctoral titulada Las “Smart Cities”: Un nuevo paradigma. Aspectos éticos en la Facultad de Ciencias Jurídicas y Sociales de la Universidad Rey Juan Carlos (URJC).
Completó su formación postgrado con el Programa de Dirección General (PDG), el Programa de Desarrollo Directivo (PDD) ambos del IESE y el Programa Superior de Relaciones Laborales del IE. Así mismo, ha llevado a cabo un programa de Transformación Digital del MIT.
Está certificada en Buen Gobierno Corporativo por el Instituto de Consejeros y administradores de España (IC-A) y ha seguido con éxito el programa de Consejeros de ESADE y el de Consejos Responsables de IESE.
En el ámbito del Buen Gobierno Corporativo tiene una destacada carrera, habiendo sido Consejera del Consejo de Protección de Datos de la Comunidad de Madrid, del Parque de Innovación de La Salle y Presidenta del Consejo Asesor TIC (Colaboración Público-Privada) en la Federación de Municipios de Madrid.
En la actualidad es Miembro del Consejo Asesor de la Fundación Participa (Responsable en el Consejo de Sostenibilidad), del Consejo de Departamento de Economía Financiera en la URJC, y, por último, del Consejo Asesor de Sostenibilidad Social y Longevidad.
Sánchez Ramos inició su carrera ejecutiva en Telefónica, donde desempeñó roles importantes durante varios años. Entre sus responsabilidades se incluyó la de ser la delegada española en el Comité Técnico Operacional y de Costes de Inmarsat, así como participar en conferencias mundiales de radiocomunicaciones en representación de la Administración pública de España. Después de su paso por Telefónica, ocupó cargos de responsabilidad en empresas tecnológicas como KPMG e Indra Sistemas, donde contribuyó al desarrollo de estrategias de negocio y proyectos relacionados con las ciudades digitales y la gestión del conocimiento.
En 2007, se incorporó al sector público en la Comunidad de Madrid donde ha ostentado cargos directivos como Directora de Servicios a Justicia Presidencia e Interior, Directora de Personal y Relaciones Laborales y Subdirectora General de Tecnologías (CIO) en 2013.
En 2015, Sánchez fue nombrada Directora de Aprendizaje Digital y Gestión del Campus Virtual como responsable de las competencias digitales de los empleados públicos del Gobierno de la Comunidad de Madrid.
Es profesora en los Grados de Ciencia, Gestión e Ingeniería de Servicios y Dirección y Gestión de Empresas en el Ámbito Digital de la Universidad Rey Juan Carlos de Madrid.
Desde julio de 2023, Sánchez Ramos ocupa el cargo de presidenta de la Asociación Española de Ingenieros de Telecomunicación en Madrid (AEIT-Madrid).

## Reconocimientos
En 2021, Sánchez recibió el premio Pioneras_IT del Colegio Oficial de Ingenieros de Telecomunicación (COIT) en su segunda edición como reconocimiento a su labor de fomento de la ingeniería entre las mujeres. Este reconocimiento lo recibió gracias a la excelencia de su trayectoria profesional así como su trabajo de divulgación para el impulso y visibilización de talento tecnológico. Este premio, que el COIT otorga anualmente a una mujer ingeniera de Telecomunicación para poner en valor su trayectoria y recorrido profesional como 'pionera' en una profesión técnica con un alto porcentaje de profesionales hombres, también lo han recibido María Jesús Prieto, Magdalena Salazar y María José Sánchez Yago.  